# Aerosollöschfahrzeug

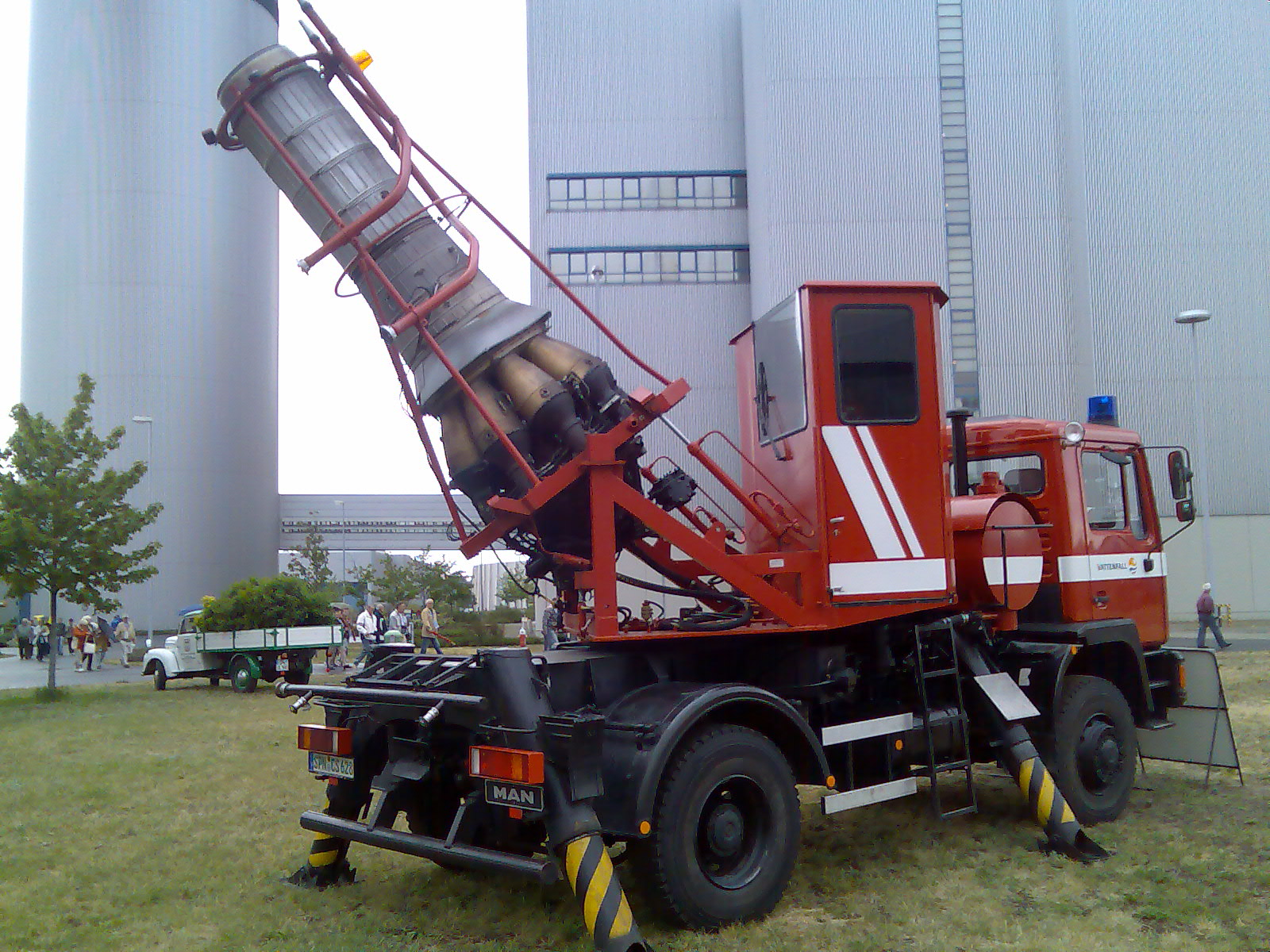
Turbolöscher auf MAN-Fahrgestell im Kraftwerk Schwarze Pumpe

Ein Aerosollöschfahrzeug (auch Abgaslöschfahrzeug, Turbolöscher) ist ein Feuerwehrfahrzeug, das eine Flüssigkeit aerosoliert (zerstäubt) und mit hohem Druck und auch über große Entfernungen (bis zu 100 m) in einen Brandherd bläst, um einen Brand zu löschen oder giftige Dämpfe und Brandrauch niederzuschlagen und um Einsatzkräften der Feuerwehr den Zugang zum Einsatzort zu erleichtern. Dabei kann in den Abgasstrahl einer beweglich angeordneten Strahlturbine oder den Luftstrom eines Propellers Löschwasser oder Löschschaum zugesetzt werden.

## Aufgaben
- schnelle und massive Brandbekämpfung bei Großbränden
- Brandbekämpfung auf Chemieanlagen (besonders auch Anlagen der Petrochemie)
- Niederschlagen von giftigen Gasen und Dämpfen
- Kühlen brandgefährdeter Objekte
- Belüften von Tunneln

Der erste Turbolöscher wurde in der Sowjetunion zur Löschung eines Großbrandes im Ural eingesetzt. Dabei wurden Strahltriebwerke auf demilitarisierte Panzer gesetzt und zur Löschung verwendet. Der Erfolg war so beeindruckend, dass daraufhin im gesamten Ostblock ähnliche Fahrzeuge gebaut wurden.
Ungarn entwickelte für die Löscharbeiten nach dem Zweiten Golfkrieg mit dem Big Wind einen speziellen fernlenkbaren Typen, der auf einem Panzerfahrgestell zwei Strahltriebwerke trug. Es gelang damit in wesentlich kürzerer Zeit erfolgreich Ölquellen zu löschen als zunächst erwartet.

## Beispielfahrzeuge

### Abgaslöschfahrzeug Typ W50
Ein Prototyp eines Abgaslöschfahrzeugs wurde 1980 beim Institut der Feuerwehr in Heyrothsberge auf Basis eines IFA W50 aufgebaut. Das Triebwerk wurde auf dem vorhandenen Drehkranz des vorher mit einer Drehleiter bestückten Fahrzeugs montiert. 1986 wurde das Fahrzeug verschrottet.
Die Abteilung Betriebsbauten des Gaskombinats Schwarze Pumpe baute von 1982 bis 1984 einen weiteren Turbolöscher, dessen Fahrgestell auch ein W50 bildete, dieses Mal jedoch ursprünglich ein allradgetriebener Autodrehkran (ADK) 70. Hier wurde das Triebwerk ebenfalls auf dem Drehkranz montiert. Weitere Abgaslöschfahrzeuge wurden ab 1984 von der Spezialwehr des Kombinats vorbereitet, jedoch nicht fertiggestellt. Wie schon beim ersten Fahrzeug dienten als Strahlerzeuger durchweg Triebwerke des Typs Klimow WK-1. Die bereits dafür komplett zum Aufsetzen der Triebwerke fertiggestellten Fahrzeuglafetten (KrAZ) wurden nach der Wiedervereinigung verschrottet. Die drei Triebwerke wurden vor der Vernichtung, da sie als militärische Geräte nach dem 3. Oktober 1990 so eingestuft wurden, dem Zugriff entzogen und entmilitarisiert. Ein Triebwerk davon wurde im Jahr 2003 zum Aufbau des zweiten AGLF für die Werkfeuerwehr von Vattenfall (inzwischen LEAG) verwendet, ein weiteres als Reserve gehalten, das dritte Triebwerk WK-1F wurde verschrottet.
Die Löscheinrichtung des ADK 70 wurde 2000/2001 auf ein Fahrgestell des Typs MAN 17.232 FA gesetzt. Bei diesem Umbau erhielt der Bedienstand eine geschlossene Kabine. Das Fahrzeug war dann noch fast zwei Jahrzehnte bei der Vattenfall-/LEAG-Hauptfeuerwache der Werkfeuerwehr im Kraftwerk Schwarze Pumpe stationiert. Nach seiner Ausmusterung kam es zum Flugplatzmuseum Cottbus.
Neben ihrem regulären Dienst kamen die Fahrzeuge in der Vergangenheit bei Waldbränden in Brandenburg oder auch an Rennwochenenden auf dem Lausitzring zur Trocknung der regennassen Fahrbahn zum Einsatz.

### Abgaslöschfahrzeug „Hurricane“

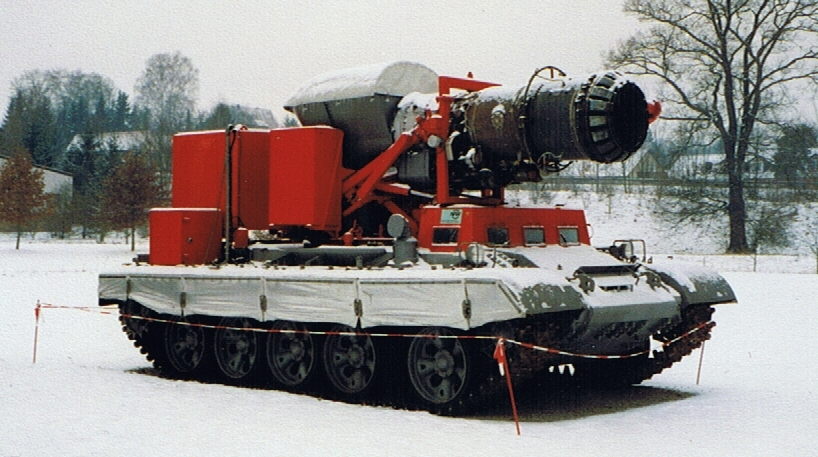
AGLF „Hurricane“ des Deutschen Feuerwehr-Museums Fulda

Das auf dem Gelände des Deutschen Feuerwehr-Museums Fulda ausgestellte „Hurricane“ ist das wohl leistungsstärkste Abgaslöschgerät. Ein Strahltriebwerk vom Typ Tumanski R-13-300, wie es auch in einer MIG-21MF Verwendung findet, ist schwenkbar auf einem T-55A-Ketten-Fahrgestell montiert. Das Fahrzeug wiegt 27 Tonnen und entstand unter Mithilfe des Bundesministerium für Bildung und Forschung von Mai 1991 bis Juli 1993 in Neubrandenburg. Es wurde eine Fördersumme von 750.000 € aufgewendet, die an die Erdöl-Erdgas Gommern gezahlt wurde. Es war für die Brandbekämpfung in Kuwait vorgesehen, um die von irakischen Truppen in Brand gesetzten Ölquellen und -förderanlagen zu löschen. Bei Fertigstellung des Fahrzeuges waren die Brände jedoch bereits von ungarischen Turbolöschfahrzeugen gelöscht worden. Das Fahrzeug kam experimentell zum Einsatz und zeigte gute Resultate. Trotzdem wurde es nicht weiter verwendet.

### Turbolöscher BASF
Die Werkfeuerwehr der BASF verfügt seit 1998 über ein Aerosollöschfahrzeug. Es basiert auf einem 18 Tonnen schweren Fahrgestell. Die Druckluft wird von zwei Strahlturbinen des Typs Turbomeca Larzac 04 erzeugt. Dabei wird eine Kompressoräquivalenzleistung von 27 MW erzeugt, die es ermöglicht, 6000 Liter Wasser pro Minute zu zerstäuben und 120 Meter weit zu tragen. Auch dieses eher experimentelle Fahrzeug wurde in Zusammenarbeit mit dem Bundesministerium für Bildung und Forschung entwickelt.
Seit Mai 2005 ist ein Fahrzeug im Einsatz, der Turbolöscher II, bei dem die Strahlturbinen auf einem Drehkranz schwenkbar angebracht sind und jetzt einen Winkel von 180° bestreichen können. Das Fahrzeug wurde nach Maßgabe der BASF-Werkfeuerwehr von Zikun Fahrzeugbau hergestellt. Ausgerüstet mit den gleichen Turbinen ist es jetzt möglich, 8000 Liter Wasser pro Minute zu zerstäuben.

### Turbolöscher Evonik Rheinfelden / Wacker Nünchritz / Schwechat
Die jüngsten Turbolöscher haben gegenüber dem Turbolöscher II den technischen Unterschied, dass diese mit einer Einbaupumpe (8.000 l/min) versehen worden sind. Diese Fahrzeuge sind alle gleich auf MAN-Fahrgestellen aufgebaut.
Ebenso haben diese Fahrzeuge einen festeingebauten Schaummitteltank.

### Turbolöscher Wacker Burghausen / Löschturbine TRS2500FOG-ISA-1000
Der Turbolöscher der Werkfeuerwehr Wacker im bayerischen Burghausen, wurde zwischen 2023 und 2024 nach 17 Jahren überholt und modernisiert. Die bestehenden Flugzeugturbinen wurden hierfür ausgetauscht gegen eine neue Industrieturbine mit 15.000/min. Mit ihr lassen sich ca. 4500 l/min bis zu 200 m weit ausbringen. Ebenso wurde der Turbolöscher mit einem Natriumthiosulfat-Tank ausgestattet. Die Modernisierung verspricht einen effizienteren, schnelleren und einfacheren Einsatz.
Die gleiche Löschturbine ist auch auf dem Fahrzeug in CIMO Compagnie industrielle de Monthey SA eingebaut.

### Löschunterstützungsfahrzeug LUF 60

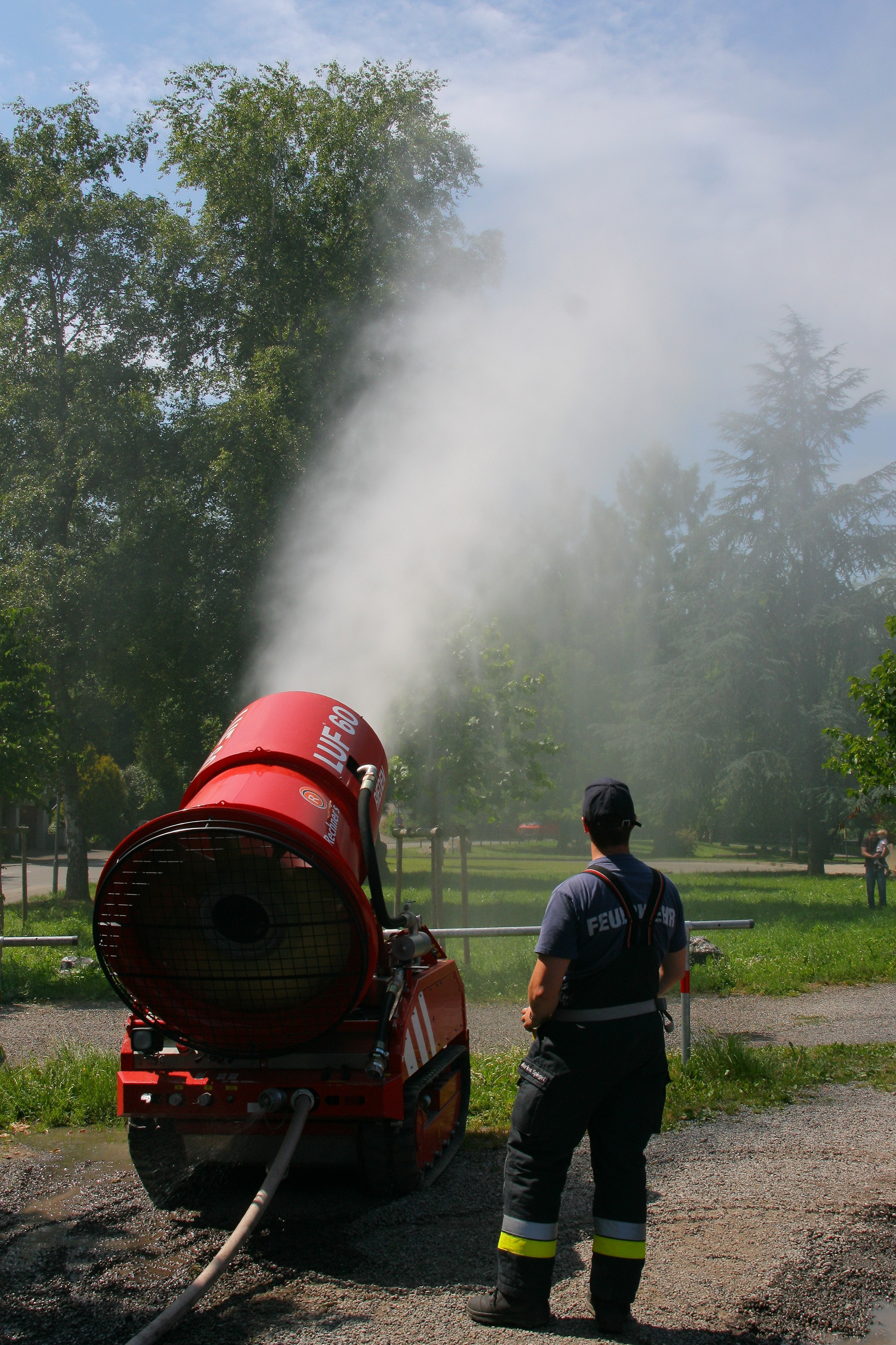
LUF 60 in Aktion

Ein Beispiel für ein unbemanntes Fahrzeug ist das Löschunterstützungsfahrzeug (LUF, gesprochen el-uh-ef) 60 des exportorientierten Herstellers LUF GmbH in Thüringen, Vorarlberg, Österreich. Der Prototyp entstand 1998 bei der neugegründeten Rechner's GmbH, 2000 begann die Produktion, 2014 die Umbenennung in LUF GmbH.
Das Aerosollöschfahrzeug besteht aus einem gepanzerten, zweispurigen Kettenlaufwerk mit 140 PS Dieselmotor und einer Turbine, die pro Minute bis zu 3000 Liter Wasser in einen feinen Wassernebel verwandelt. Dieser Wassernebel wird bis zu 90 Meter weit zum schwer zugänglichen Brandherd geblasen. Es kann bei gleichem Wasserdurchsatz auf Schaum umgestellt werden. Je nach Schaumart wird eine Reichweite von 35–70 Meter erzielt. Auch Mittel- oder Schwerschaum kann damit bis zu 45 m weit geworfen werden. Weitere Funktionen sind Seilwinde, Gabelstapler, Minikran, Schwimmpumpen, Fahren am Bahngleis mittels Zweiwegfahreinrichtung – es gibt Anbausätze für Normalspur (UIC) und eigene für andere Spurweiten. Einsatzorte sind beispielsweise Tunnel, Tiefgaragen, U-Bahn-Stollen, aber auch Industrieanlagen und Flächenbrände.
Heute sind auch kleinere und größere Varianten lieferbar: LUF Micro, LUF 30, LUF 60 Compact, LUF 120 sowie LUF 300.

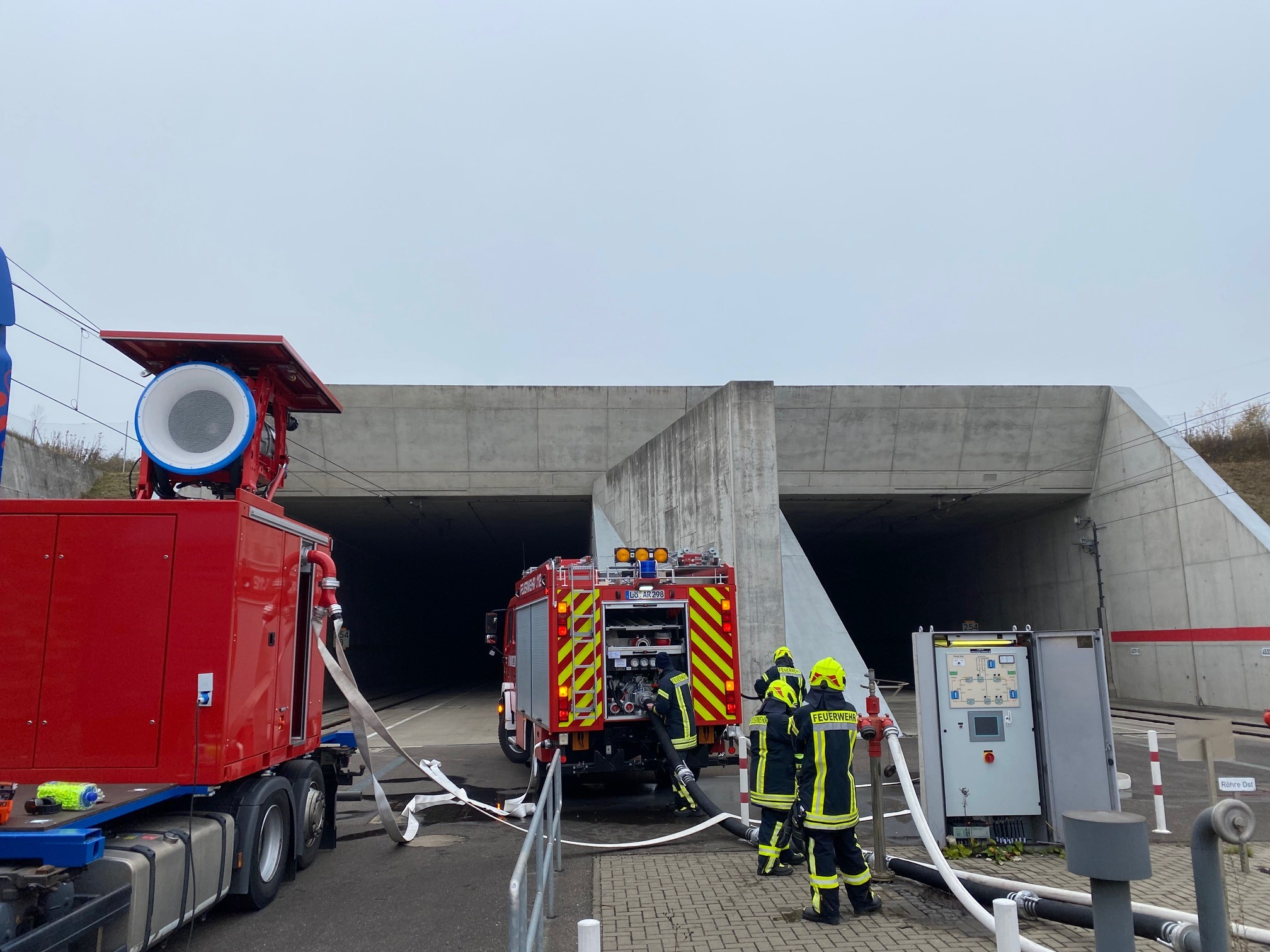
THJ4000 der DICOSY während der Feuerwehrübung im Katzenbergtunnel

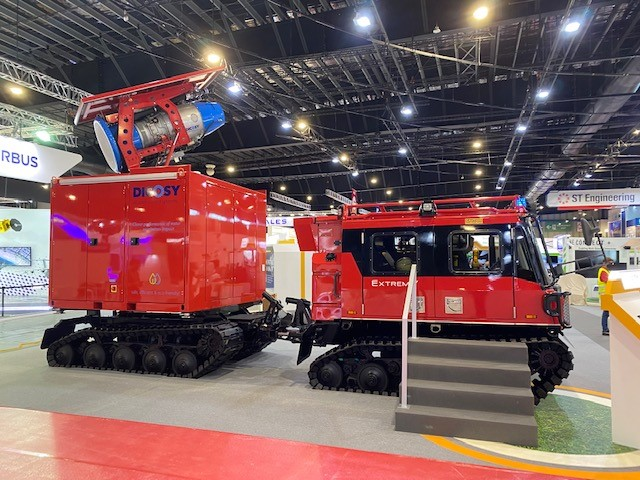
EXTREMV mit THJ4000 Box der DICOSY

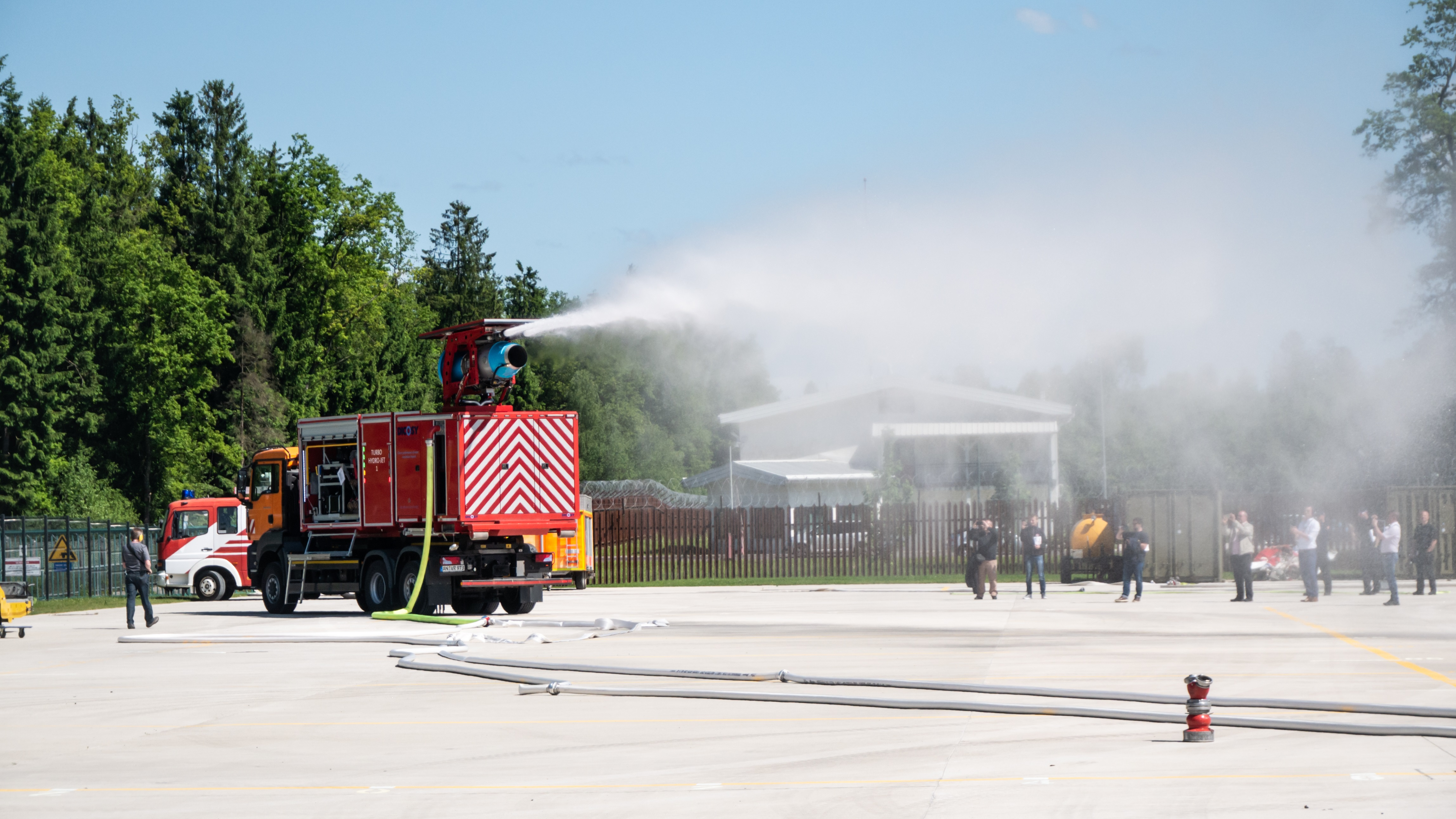
THJ System der DICOSY im Einsatz aus sicherer Entfernung

### Turbo Hydro Jet System von DICOSY
Die Turbo Hydro Jet-Box des Herstellers DICOSY kombiniert Triebwerkstechnologie und Sprühstrahlverfahren zum leistungsstärksten Sprühstrahlwerfer weltweit. Es ist als kompakte geschlossene Einheit (L×B×H = ca. 1.500 × 2.550 × 2.300 mm All in One) in Containerbauweise als Box konzipiert. Alle energietechnischen Anlagen sind in der Box integriert. Das Maximalgewicht beträgt im betankten Zustand (1.000 l Tank = 2h Betriebszeit) 4.500 kg. Der Operationsbetrieb findet auf einer Höhe von 4 – 5 m, oberhalb der Dachkonstruktion statt. Die THJ4000-Box erzeugt mit einem Wassereinsatz von 600–4.000 l/min eine Sprühstrahl-Wolke mit einer mittleren Tröpfchen-Größe von ca. 400 μm, die auf einer Weite von ca. 10–120 m und 80 m Höhe kontrolliert abregnet. Triebwerk, Wassermonitore, Wasserdurchfluss, Wasserdruck und Geometrie sind so aufeinander abgestimmt, dass der Sprühstrahlwerfer eine mittlere Niederschlagsrate von ca. 4 – 6 l/(m² × min) erzeugt. Im Vergleich zu den konventionellen Löschsystemen benötigt das Turbo Hydro Jet-Verfahren bei gleicher Wirkung bis zu 2/3 weniger Löschwasser und produziert somit 2/3 weniger Abwasser bei maximaler Effektivität und Reichweite.
Durch die modulare Bauweise kann das THJ System (THJ4000 mit einem Triebwerk oder THJ8000 mit zwei Triebwerken) auf verschiedene Ladungsträger aufgesetzt werden (u. a. auf einen Abrollbehälter, LKW oder Kettenfahrgestell).
Bisher setzen viele Unternehmen auf die Technologie, u. a. EVONIK, Röhm, BASF, LONZA, Haltermann Carless etc.

### Turbinenlöschfahrzeug (TULF) im Chempark Leverkusen

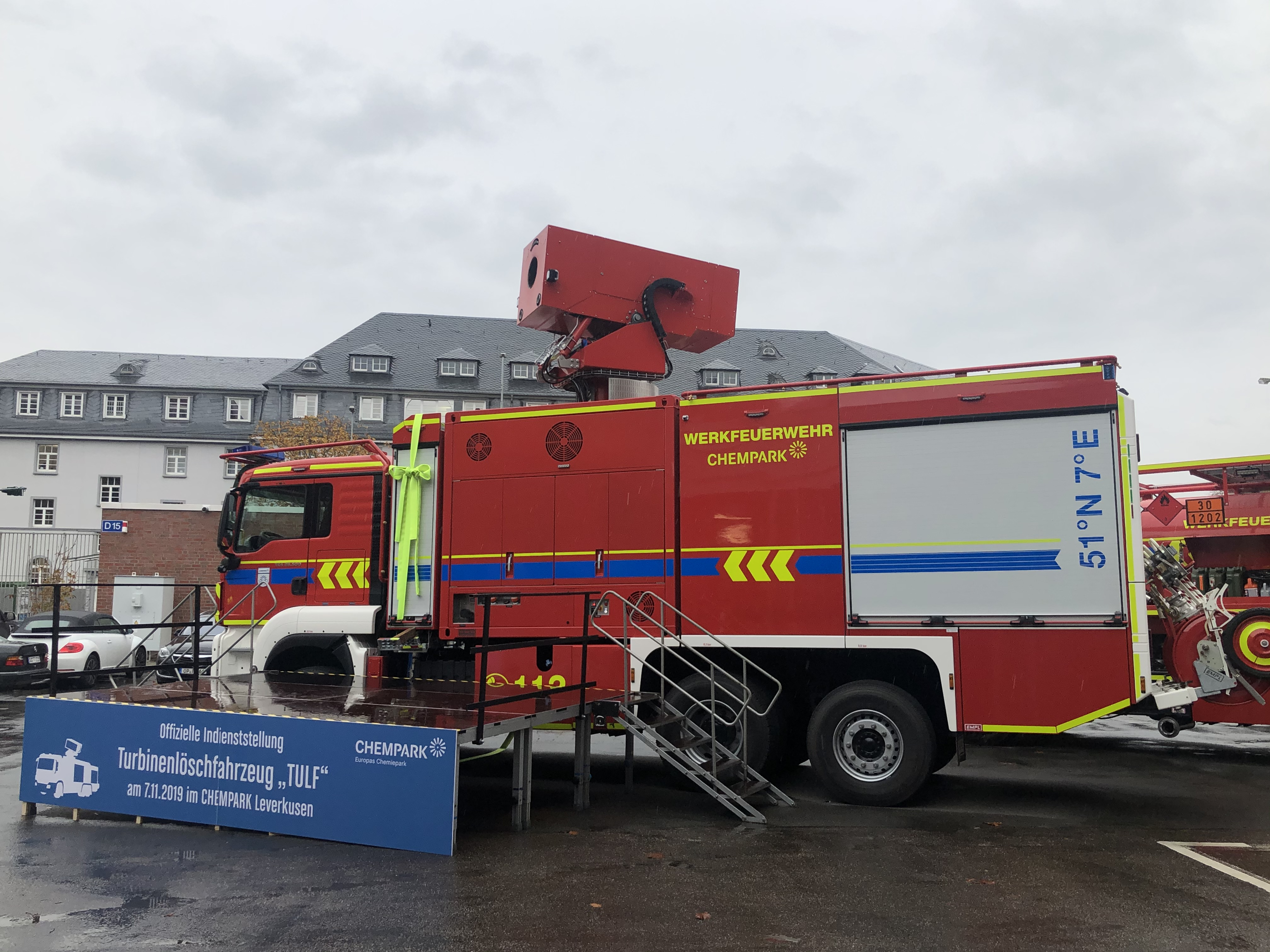
Turbinenlöschfahrzeug (TULF), Chempark Leverkusen

Ein Turbinenlöschfahrzeug (kurz: TULF) wurde im Chempark Leverkusen am 7. November 2019 offiziell in den Dienst gestellt. Dieses Fahrzeug ergänzt den Fahrzeugpark entsprechend dem Pendant (ein älterer Turbolöscher) in Dormagen.
Das Turbinenlöschfahrzeug hat ein Löschsystem von Liberty Gasturbine Holland aus den Niederlanden (Aufbauhersteller EMPL) und ist ein Turbine Response System (TRS). Aufgebaut ist das System auf einem MAN-Fahrgestell.
Das Fahrzeug ist so konzipiert, dass das System innerhalb von 90 Sekunden einsatzbereit sein kann. Im stabilen Zustand wird das Fahrzeug von einem Feuerwehrmann bedient.
Über die Turbine können zwischen 1.500 und 4.000 Liter Wasser pro Minute in den Abgasstrom gegeben werden. Zusätzlich ist auf dem Dach ein unabhängiger Werfer montiert, der zusätzlich bis zu 6.000 Liter pro Minute abgeben kann. Dieser kann auch in den Abgasstrom gerichtet werden, sodass die Gesamtleistung über den Abgasstrom dann bis zu 10.000 Liter in der Minute beträgt. Dafür ist jedoch eine entsprechende Wasserversorgung notwendig. Innerhalb der Grenzen des Chemparks sind dies vier voneinander unabhängige Hydranten mit A-Abgängen.
Um aus der Umgebung keine losen Teile einzusaugen, kann das Fahrzeug seine Umgebung bis zu einem Abstand von vier Metern bewässern (Sprühnebel).
Betrieben wird die Turbine aus dem Fahrzeugtank mit Diesel. Der eingebaute Tank fasst knapp 1.000 Liter. Bei Betrieb unter Volllast beträgt der Kraftstoffverbrauch circa 1.000 Liter pro Stunde.
Zahlen zum TULF:
| Dimension         | Wert |
| ----------------- | --- |
| Länge             | 10,72 m |
| Breite            | 2,55 m |
| Höhe              | 3,67 m |
| Gewicht           | 30 Tonnen |
| Motorleistung     | 500 PS |
| Max. Wasserabgabe | 10.000 l/min (4000 l über die Turbine und 6000 l über den Dachwerfer, der in den Strahl gerichtet werden kann) |
| Max. Wurfweite    | 80 m |
| Löschwassertank   | 5500 l |

## Standorte
An folgenden Standorten sind Aerosollöschfahrzeuge stationiert. Die Liste ist nicht vollständig.

### Turbolöscher
- BASF Ludwigshafen 2×
- BASF Antwerpen
- Wacker Nünchritz
- Evonik Rheinfelden
- Chempark Dormagen
- Industriepark Schwechat
- Wacker Burghausen (2024 modernisiert)

### Abrollbehälter (THJ-System)
- InfraServ Gendorf
- BASF Ludwigshafen
- Röhm Worms
- Evonik Herne
- Evonik Marl
- Haltermann Carless Speyer
- Lonza AG Visp (Schweiz)

### Sonstige / TULF
- Chempark Leverkusen (TULF)
- Betriebsfeuerwehr CIMO Compagnie industrielle de Monthey SA (Schweiz)